# Giovane Vieira de Paula
Giovane Vieira de Paula (Apucarana, 24 de fevereiro de 1998) é um paracanoísta brasileiro.

## Biografia
Giovane chegou a praticar atletismo aos treze anos de idade e natação pouco tempo depois, mas decidiu se dedicar à paracanoagem a partir de 2015. Ele conquistou a medalha de prata nos Jogos Paralímpicos de Verão de 2020 em Tóquio na prova de va'a VL3 masculino.